# Évelyne Didi
Pour les articles homonymes, voir Didi (homonymie).
Évelyne Didi, née le 16 septembre 1949 à Saint-Étienne, est une actrice française. Ses parents se sont rencontrés pendant la Seconde Guerre mondiale, son père est maghrébin. Elle a un fils.

## Filmographie

### Cinéma
- 1981 : Eaux profondes, de Michel Deville : Evelyn Cowan
- 1983 : L'Été meurtrier, de Jean Becker : Calamité
- 1984 : Le Garde du corps de François Leterrier : Jocelyne, la touriste hypocondriaque
- 1986 : Lévy et Goliath, de Gérard Oury : Marlène
- 1988 : Une affaire de femmes, de Claude Chabrol : Fernande
- 1989 : Baxter, de Jérôme Boivin : Marie Cuzzo
- 1989 : Tolérance, de Pierre-Henri Salfati : Antoinette
- 1990 : Tatie Danielle, d'Étienne Chatiliez : la femme dans le bus
- 1992 : La Vie de bohème, d'Aki Kaurismäki : Mimi
- 1994 : Comme un air de retour, de Loredana Bianconi : Laura
- 1994 : Iron Horsemen, de Gilles Charmant : Evelyne
- 1995 : Mécaniques célestes, de Fina Torres : Alcanie
- 1996 : Le Cœur fantôme, de Philippe Garrel : Annie
- 2004 : La confiance règne, d'Étienne Chatiliez : la mère de Chrystèle
- 2006 : Un camion en réparation, d'Arnaud Simon : la mère d'Eugène (court métrage)
- 2010 : Quartier lointain, de Sam Garbarski : Mémé Yvette
- 2011 : Angèle et Tony, d'Alix Delaporte : Myriam, la mère de Tony
- 2011 : Le Havre , d'Aki Kaurismäki : Yvette
- 2013 : Par exemple, Électre, de Jeanne Balibar et Pierre Léon
- 2014 : Les Nuits d'été, de Mario Fanfani : Jeanine
- 2018 : Un homme pressé, de Hervé Mimran :  Annie, la mère adoptive de Jeanne

### Télévision
- 1987 : Mort aux ténors (téléfilm) de Serge Moati
- 2011 : E-Love (téléfilm) d'Anne Villacèque

## Théâtre
- 1975 : Germinal d'après Émile Zola, mise en scène Jean-Pierre Vincent, Théâtre national de Strasbourg
- 1976 : Baal de Bertolt Brecht, mise en scène André Engel, Gérard Desarthe, Théâtre national de Strasbourg
- 1976 : Dimanche de Michel Deutsch et Dominique Muller, mise en scène des auteurs, Théâtre national de Strasbourg
- 1977 : Franziska de Frank Wedekind, mise en scène Hélène Vincent et Agnès Laurent, Théâtre national de Strasbourg
- 1979 : Ils allaient obscurs sous la nuit solitaire d'après Samuel Beckett, mise en scène André Engel, Théâtre national de Strasbourg

- 1980 : Convoi de Michel Deutsch, mise en scène Jean-Pierre Vincent, Théâtre national de Strasbourg, Maison de la culture de Nanterre, Nouveau théâtre de Nice
- 1981 : Les Phéniciennes d'Euripide, mise en scène Michel Deutsch et Philippe Lacoue-Labarthe, Théâtre national de Strasbourg
- 1981 : Le Palais de justice de Bernard Chartreux, Dominique Muller, Sylvie Muller, Jean-Pierre Vincent, mise en scène Jean-Pierre Vincent, Théâtre national de Strasbourg
- 1982 : Le Palais de justice de Bernard Chartreux, Dominique Muller, Sylvie Muller, Jean-Pierre Vincent, mise en scène Jean-Pierre Vincent, Théâtre national de l'Odéon, Nouveau théâtre de Nice
- 1983 : Dernières Nouvelles de la peste de Bernard Chartreux, mise en scène Jean-Pierre Vincent, Festival d'Avignon, Théâtre national de Strasbourg
- 1984 : Le Suicidé de Nikolaï Erdman, mise en scène Jean-Pierre Vincent, Comédie-Française au Théâtre national de l'Odéon
- 1984 : Exquise Banquise de Louis-Charles Sirjacq, mise en scène Louis-Charles Sirjacq et Jean-Luc Porraz, Théâtre Gérard Philipe
- 1988 : Quartett d'Heiner Müller, mise en scène Jean-Louis Martinelli, Théâtre de Lyon, CDN Toulouse, Caen, Festival Karlsruhe
- 1989 : Quartett d'Heiner Müller, mise en scène Jean-Louis Martinelli, Théâtre des Treize Vents, Théâtre de l'Athénée-Louis-Jouvet
- 1989 : Œdipe tyran de Sophocle, mise en scène Jean-Pierre Vincent, Festival d'Avignon, 1990 : Théâtre Nanterre-Amandiers, Comédie de Caen
- 1989 : Œdipe à Colone de Sophocle, mise en scène Jean-Pierre Vincent, Festival d'Avignon, 1990 : Théâtre Nanterre-Amandiers, Comédie de Caen

- 1990 : Conversations d'idiots de Dominique Ducos, mise en scène Walter Le Moli, Festival d'Avignon
- 1991 : Dibouk ! de Salomon Ansky, mise en scène Patrice Caurier, Moshe Leiser, MC93 Bobigny
- 1994 : Les Trois Sœurs d'Anton Tchekov, mise en scène Matthias Langhoff, Théâtre de la Ville

- 2003 : Le Jugement dernier d’Ödön von Horváth, mise en scène André Engel, Odéon-Théâtre de l'Europe Ateliers Berthier
- 2004 : Le Jugement dernier d’Ödön von Horváth, mise en scène André Engel, Théâtre La Criée
- 2004 : Ivanov d'Anton Tchekhov, mise en scène Alain Françon, Théâtre national de la Colline, TNP Villeurbanne
- 2005 : Essaim de Toni Negri, mise en scène Barbara Nicolier, Théâtre national de la Colline
- 2006 : Dona Rosita la célibataire de Federico Garcia Lorca, mise en scène Matthias Langhoff, Théâtre du Nord, Théâtre Nanterre-Amandiers, TNBA, Théâtre national de Strasbourg, tournée
- 2007 : L'Histoire du soldat d'Igor Stravinsky, mise en scène Michael Lonsdale, La Comète Chalons-en-Champagne
- 2007 : Le Médecin malgré lui de Molière, mise en scène Jean Liermier, Théâtre Nanterre-Amandiers, La Criée, Théâtre Vidy-Lausanne, TNBA
- 2007 : Le Jugement dernier d’Ödön von Horváth, mise en scène André Engel, Odéon-Théâtre de l'Europe Ateliers Berthier
- 2008 : Minetti de Thomas Bernhard, mise en scène André Engel, Théâtre Vidy-Lausanne
- 2008 : Kiss me quick d'après Susan Meiselas, mise en scène Bruno Geslin, Théâtre de la Bastille, tournée
- 2009 : Kiss me quick d'après Susan Meiselas, mise en scène Bruno Geslin, tournée
- 2009 : Minetti de Thomas Bernhard, mise en scène André Engel, Théâtre national de la Colline, Comédie de Reims, TNP Villeurbanne, MC2, Théâtre du Nord, Théâtre national de Toulouse Midi-Pyrénées

- 2010 : Papperlapapp de Christoph Marthaler, Festival d'Avignon
- 2011 : Les Grandes Personnes de Marie NDiaye, mise en scène Christophe Perton, Théâtre national de la Colline, Comédie de Genève
- 2013 : Lendemains de fête de Julie Berès, MC2, Théâtre de la Ville
- 2013 : La Double Mort de l’horloger d'Ödön von Horváth, mise en scène André Engel, Théâtre national de Chaillot
- 2015 : Cinéma Apollo , mise en scène Mattias Langhof
- 2019 : La Fin de l'homme rouge, d'après l'essai de Svetlana Aleksievitch, adaptation et mise en scène Emmanuel Meirieu, Théâtre Les Gémeaux - Scène nationale[2]
- 2020 : Théories et pratiques du jeu d'acteur·rice (1428-2020), conception et mise en scène Maxime Kurvers, La Commune CDN d'Aubervilliers, Festival d'Automne à Paris
- 2021 : Huit heures ne font pas un jour, d'après d'Fassbinder , adaptation et mise en scène Julie Deliquet, TGP Saint Denis
- 2023 : Welfare, mise en scène Julie Deliquet, Festival d'Avignon